# Cyrtochilum densiflorum
Cyrtochilum densiflorum es una especie de orquídea.  Las especies de Cyrtochilum han sido segregadas del género Oncidium debido a sus largos rizomas con espaciados pseudobulbo con 3 o 4 pares de largas hoja alrededor de la base, con una inflorescencia con muchas flores de gran tamaño.

## Descripción
Son orquídeas de mediano tamaño con hábitos de terrestre,  con pseudobulbos  óvalados a redondeados, comprimidos que están envueltos basalmente por vainas y llevan 2 hojas apicales, lanceoladas que son conduplicada abajo en la base peciolada. Florece en la primavera y principios del verano en una inflorescencia axila, erguida, de 120 cm  de largo, ramificada, con muchas flores que surge en un pseudobulbo maduro y lleva flores carnosas.

## Distribución
Se encuentra en Venezuela, Colombia y Ecuador en el páramo en las elevaciones de alrededor de 2.600 a 3.500 metros.   

## Taxonomía
Cyrtochilum densiflorum fue descrito por (Lindl.) Kraenzl. y publicado en Notizblatt des Botanischen Gartens und Museums zu Berlin-Dahlem 7: 99. 1917.
Etimología
Cyrtochilum: nombre genérico que deriva del griego y que se refiere al labelo curvado que es tan rígido que es casi imposible de enderezar.
densiflorum: epíteto latíno que significa "denso de flores".
Sinonimia

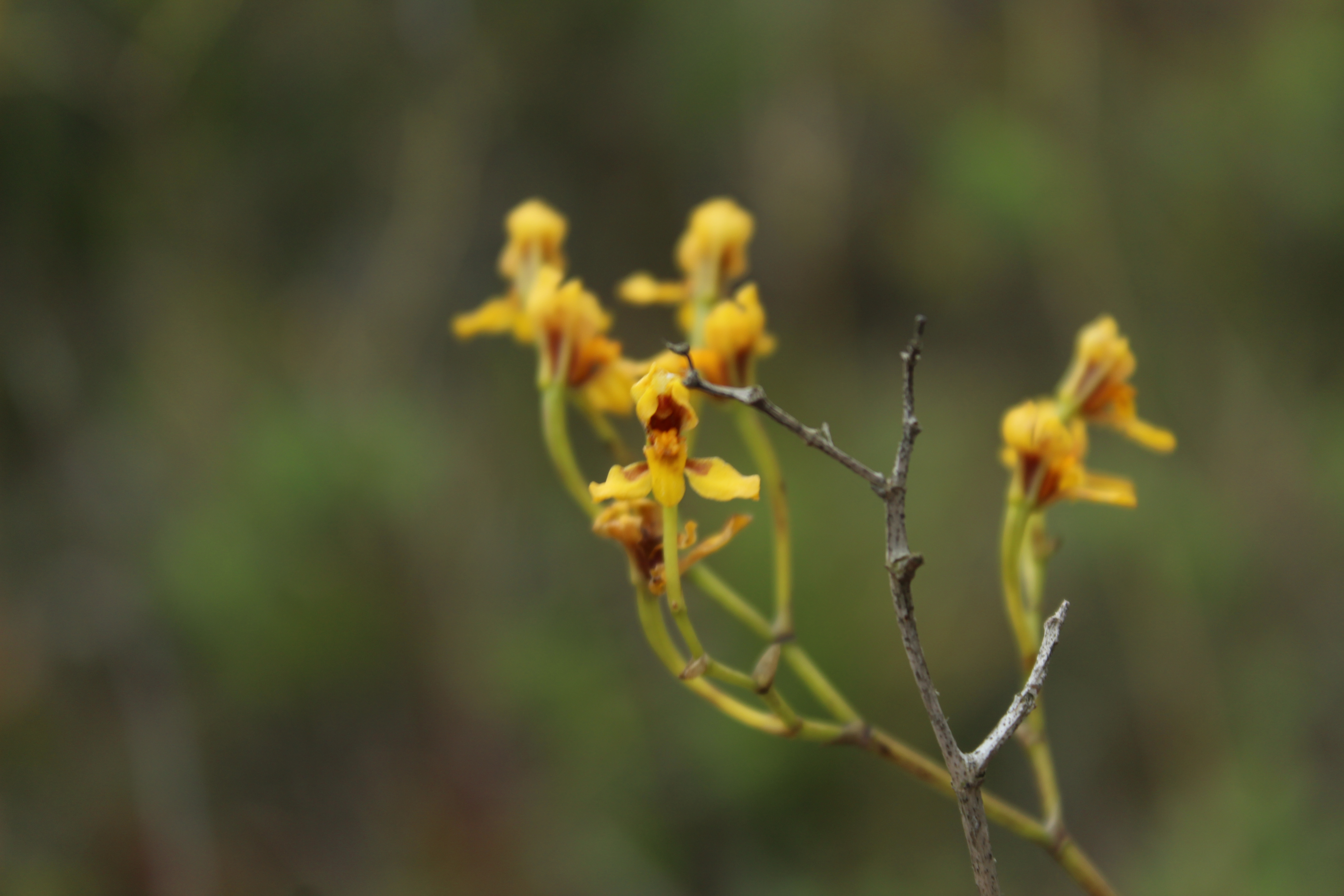
Cyrtochilum densiflorum en Duitama, Colombia

- Cyrtochilum macrum (Lindl.) Kraenzl.
- Cyrtochilum posadarum (Königer) Senghas
- Cyrtochilum ramulosum (Lindl.) Kraenzl.
- Cyrtochilum robustum (Rchb.f. & Warsz.) Kraenzl.
- Odontoglossum densiflorum Lindl.
- Odontoglossum macrum Lindl.
- Odontoglossum posadarum Königer
- Odontoglossum ramulosum Lindl.
- Odontoglossum robustum Rchb.f. & Warsz.
- Oncidium densiflorum (Lindl.) Beer
- Oncidium macrum (Lindl.) Beer
- Oncidium ramulosum (Lindl.) Beer
- Trigonochilum densiflorum (Lindl.) Senghas
- Trigonochilum robustum (Rchb.f. & Warsz.) Senghas	[3][4]